# Merge Records
Merge Records är ett oberoende skivbolag med bas i Durham, North Carolina. Skivbolaget grundades 1989 av Laura Ballance och Mac McCaughan. Det började som ett sätt att släppa musik från deras band Superchunk, samt musik skapad av vänner. Sedan dess har skivbolaget utvidgats till att omfatta artister från hela världen. Några artister som har släppt musik på skivbolaget är Arcade Fire, Dinosaur Jr., Neutral Milk Hotel, M. Ward och Spoon.

## Artister i urval
- Arcade Fire
- Lou Barlow
- Richard Buckner
- Buzzcocks
- Camera Obscura
- Caribou
- The Clientele
- Conor Oberst
- Destroyer
- Dinosaur Jr.
- The Essex Green
- Hospitality
- Lambchop
- The Magnetic Fields
- Bob Mould
- The Mountain Goats
- Neutral Milk Hotel
- Polvo
- Shout Out Louds
- Esperanza Spalding
- Spoon
- Superchunk
- Teenage Fanclub
- Times New Viking
- Tracey Thorn
- M. Ward
- Wild Flag